# Frankie Manning
Frankie Manning (Jacksonville, Florida, 26 de maig del 1914 - Manhattan, Nova York, 27 d’abril del 2009) fou un ballarí, professor i coreògraf dels Estats Units d’Amèrica. És considerat un dels fundadors del lindy-hop.

## Biografia
Manning es va mudar a Harlem als tres anys, amb la seva mare. Quan era un adolescent, va començar a ballar a les millors sales de Harlem, incloent-hi la Savoy Ballroom. El 1934 va començar a ballar amb els Whitey’s Lindy Hoppers, un grup creat per Herbert "Whitey" White que va convertir aquell ball en un fenomen nacional. Com a coreògraf, va aportar innovacions com els passos aeris. Manning va viatjar pel món i va actuar amb Count Basie, Duke Ellington, Ella Fitzgerald i Billie Holiday. El grup tenia fama internacional, però així i tot encara havien de lluitar contra els prejudicis racials que sovint els privaven de dormir als hotels on tocaven o de menjar als restaurants on actuaven. Manning va aparèixer en el musical The hot mikado (1939) i en pel·lícules com Radio city revels (1938) i Hellzapoppin’ (1941).
Frankie va deixar de ballar durant uns anys per a servir a Nova Guinea, les Filipines i Japó durant la Segona Guerra Mundial, fins que va tornar a casa. Als anys 50, quan el lindy-hop va deixar de tenir èxit, Frankie es va posar a fer feina en una oficina de correus, on va treballar durant trenta anys. A finals dels anys 80 el swing es va tornar a posar de moda, i Manning també. Va ser un dels coreògrafs de Black and Blue, feina amb la que va guanyar un Tony. També va coreografiar per a la pel·lícula de Spike Lee Malcom X.